# Abd ar-Rahman III
Abd ar-Rahman III var umayyadisk emir 912–929 och kalif 929–961 i Córdoba och räknas till den mest framgångsrika av de umayyadiska prinsarna i Spanien. Han tillträdde bara tjugotvå år gammal och han är så intimt förknippad med sin femtio år långa regeringstid att hans liv erbjuder lite ytterligare information än hans roll som regent. Abd ar-Rahman III var son till prins Muhammad ibn Abdullah och Muzayna och sonson till sin föregångare på tronen, Abdallah ibn Muhammad.

## Emir
Abd ar-Rahman III tillträdde tronen vid en tid då riket försvagats av mer än en generation av arabiska släktstrider och konflikter med den infödda spanska befolkningen. Majoriteten av befolkningen, renegaterna och de, öppet eller hemligt, kristna spanjorerna, var inte främmande för att stödja en stark muslimsk härskare som kunde beskydda dem från den arabiska aristokratin. Denna adel var, även för Abd ar-Rahman, ett allvarligare hot än den värsta yttre fienden – fatimiderna i Egypten och Nordafrika som genom sitt släktskap med profeten Muhammed gjorde anspråk på kalifvärdigheten och hela den muslimska världen.
Abd ar-Rahman kuvade adeln med en delvis kristen legoarmé och slog sedan tillbaka fatimiderna, dels genom att stödja deras fiender i Afrika, dels genom att själv göra anspråk på kalifatet. Hans föregångare hade, liksom han själv när han tillträdde tronen, kallat sig emirer. Genom att höja sig själv över sultanvärdigheten kunde Abd ar-Rahman stärka sin position, både gentemot sin bångstyriga adel och sina fiender i Afrika. 

## Kalif
När Abd ar-Rahman III den 16 januari 929 utropade sig själv till kalif bröt han både med den långa tradition som knutit titeln till den som kontrollerade de heliga städerna Mecka och Medina och med kalifaten i Kairo och Damaskus. 
I likhet med Abbasiderna försökte han befästa sin ställning genom en livakt av bestående av inköpta slavar – saqaliba. Då Abd ar-Rahman trodde sig kunna lita mera på dessa slavar än på araberna ställde han mer än en gång officerare ur deras krets i spetsen för en hel här. Den arabiska adeln, som var missnöjd med detta, fick ett tillfälle att hämnas under hans krig med kung Ramiro II av León i slaget vid Simancas (år 939), där de genom sin passiva hållning ådrog honom det svåraste nederlaget i hans liv. Det blev hans sista militära kampanj.
Mot slutet av sin regering fick Abd ar-Rahman dock även ett övertag mot sina farligaste motståndare. Sancho I av León och Toda av Navarra nödgades själva be honom om fred och hjälp mot inre fiender.

## Kulturella bidrag
Under hans regering uppblomstrade i Andalusien den moriska kultur som väckte det medeltida Europas beundran. Åkerbruk och trädgårdsskötsel, handel och industri tävlade i blomstring. De årliga inkomsterna av skatter och tullar beräknas under hans regering till 6 245 000 dinarer. En tredjedel av summan ska kalifen ha nedlagt i sin skattkammare, en tredjedel använde han till att täcka de löpande statsutgifterna och en tredjedel till sina byggnadsföretag. Han räknas som en av de främsta byggherrarna i islams historia. Hans främsta verk var Madinat al-Zahra, en förstad till Córdoba som han uppkallade efter en älsklingsslavinna.
Abd ar-Rahman III efterträddes av al-Hakam II.